# Spinone al Lago
Spinone al Lago [spiˈnoːne aˈlːaːɡo] (Spinù [spiˈnu] in dialetto bergamasco) è un comune italiano di 1 004 abitanti della provincia di Bergamo in Lombardia.

## Geografia fisica

### Territorio
Situato sulla riva occidentale del lago di Endine, in val Cavallina, dista circa 26 chilometri a est dal capoluogo orobico.

## Storia
Fino a qualche decennio fa il paese aveva la denominazione di Spinone dei castelli (e inglobava anche i vicini centri di Monasterolo e Bianzano), nome che denota una storia molto ricca, specialmente nel periodo medievale, grazie alla presenza della famiglia Suardi che comandava anche su gran parte dei paesi limitrofi.

### Simboli
Lo stemma e il gonfalone sono stati concessi con decreto del presidente della Repubblica del 4 aprile 1970.
Su fondo d'oro, la sagoma del lago riproduce la forma del lago di Endine su cui si affaccia il paese; i castelli di rosso ricordano le rocche di cui ancora oggi si vedono i ruderi sparsi nel territorio.
Il gonfalone è un drappo partito di azzurro e di rosso.

## Monumenti e luoghi d'interesse

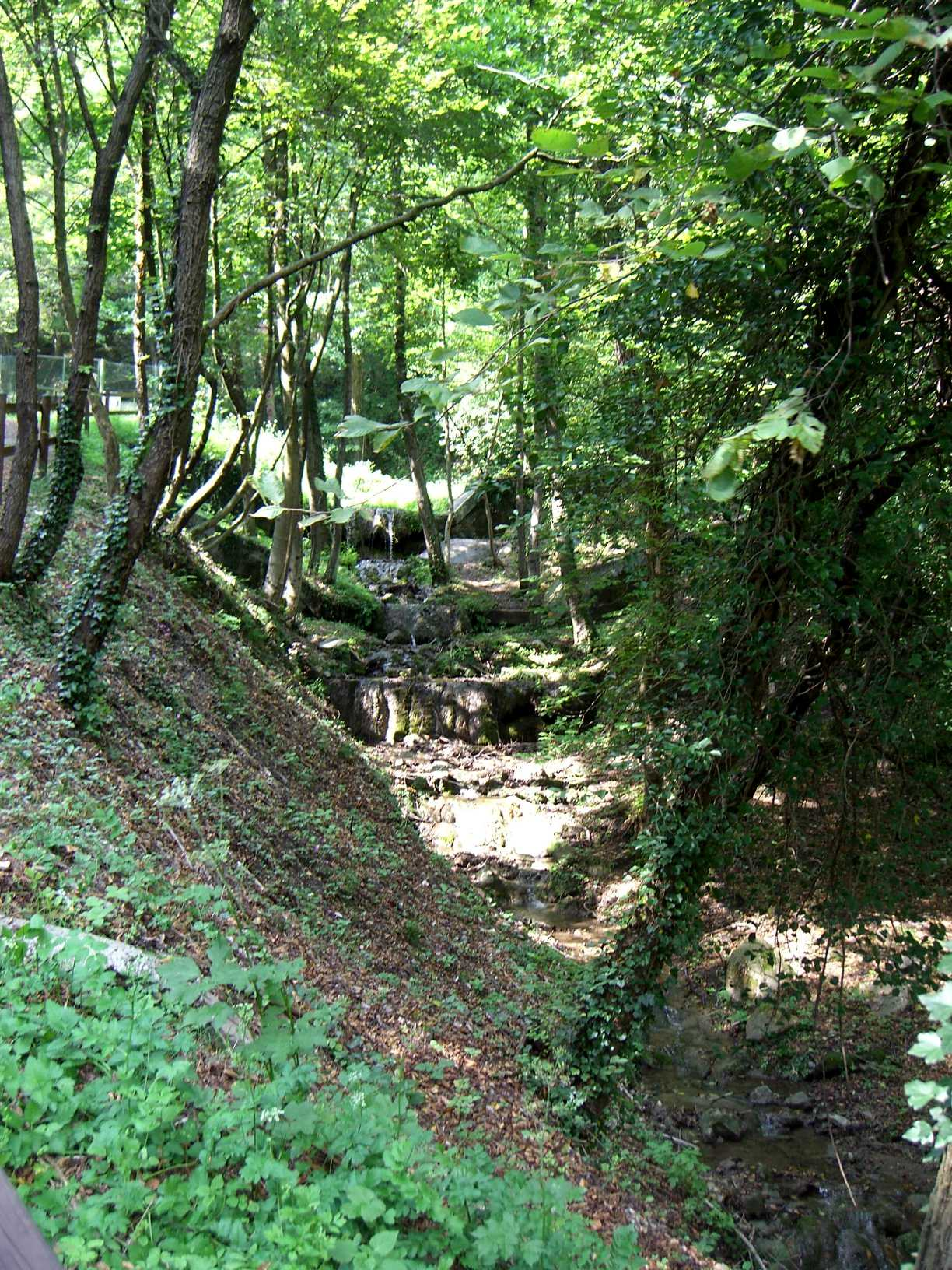
Valle del Tuf - paesaggio

La suggestiva Valle del Tuf, poco distante dall'abitato, è ricca di sorgenti di acqua sulfurea molto rinomata per le sue qualità terapeutiche tanto che il Comune fin dalla fine del XIX secolo riservava alla popolazione "il diritto di trasportare acqua agli ammalati dietro ricetta del medico e di berla alla Fonte spinosa gratuitamente".
Come recita il cartello turistico posto in loco: «L'acqua della Valle del Tuf scende da uno sperone di tufo riconoscibile a vista. Le acque un tempo precipitose si immettevano nel fiume Cherio a valle del lago originando una palude che venne bonificata dagli austriaci attorno al 1835. Nella valle oltre al tufo, sono presenti lastroni calcarei e marne nere. Le numerose sorgenti sono captate per l'imbottigliamento e per uso pubblico.»
Dal 1982 attorno a questa fonte è stato attrezzato a cura del Comune, con l'ausilio degli Alpini e dei volontari, il Parco fontanino degli Alpini dove, oltre ad attingere comodamente l'acqua della Fonte spinosa, si può sostare o passeggiare liberamente nel folto della vegetazione.

### Architetture civili
Tra le principali costruzioni un tempo spiccava un castello che faceva parte integrante del sistema difensivo, abbattuto nel XV secolo per ordine di un decreto della Repubblica di Venezia che prevedeva la demolizione di tutte le fortificazioni della valle.
La ex casa dei conti Suardi, edificata nel XV secolo nel centro abitato su un antico convento preesistente, conserva tracce di affreschi nel cortile interno.
Risalenti rispettivamente al XVII e XVIII secolo sono Villa Valzelli e l'ex villa Patirani. Di quest'ultima resta solo il ricordo e una parte dell'allora esteso parco che giungeva fino al lago.

### Architetture religiose

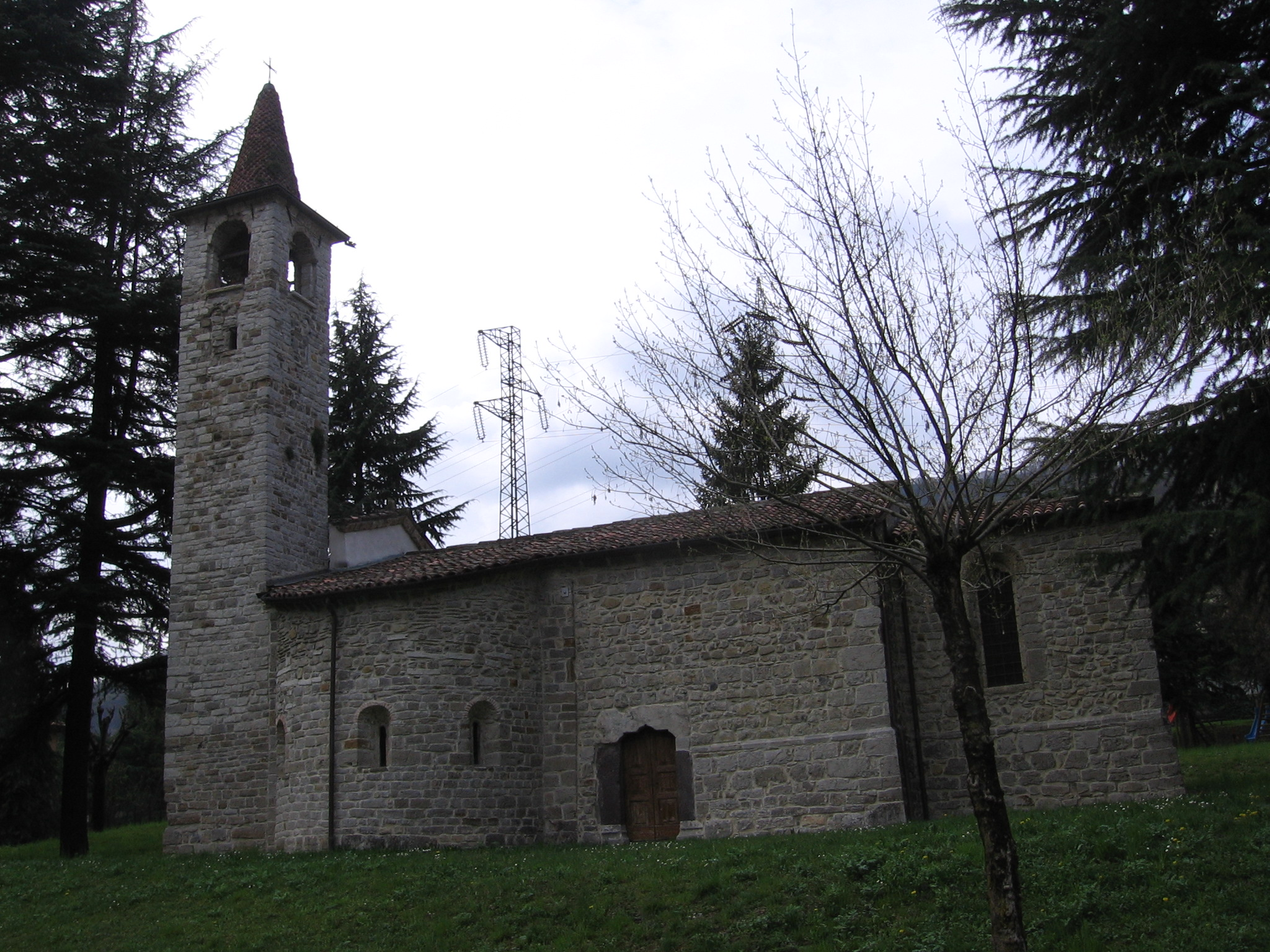
Santuario di San Pietro in Vincoli

La Chiesa di San Pietro in Vincoli in stile romanico, risalente all'XI secolo è il più antico edificio conservatosi. Ampliata e modificata tre secoli più tardi, conserva numerosi affreschi cinquecenteschi. Posta a lato della statale del Tonale che attraversa il paese, è considerata monumento nazionale.
Al centro del paese si situa la chiesa parrocchiale dei Santi Pietro e Paolo.

## Società

### Evoluzione demografica
Abitanti censiti

## Geografia antropica

### Località
Di seguito l'elenco completo delle località:
- Loc. Centro abitato
- Loc. Boffalora
- Loc. Spineda

## Economia

### Turismo
Il paese gode del sostegno economico dato dal turismo sul lago di Endine, attività per il tempo libero, ma anche, e soprattutto, dalle fonti di San Carlo. Queste hanno permesso difatti lo sviluppo dell'industria dell'imbottigliamento delle acque.

## Infrastrutture e trasporti
Fra il 1908 e il 1931 il paese ospitò una fermata lungo la tranvia della val Cavallina.
Nel territorio comunale passa la Strada statale 42 del Tonale e della Mendola

## Amministrazione
| Periodo        | Periodo        | Primo cittadino | Partito                                           | Carica  | Note |
| -------------- | -------------- | --------------- | ------------------------------------------------- | ------- | ---- |
| 14 giugno 2004 | 26 maggio 2014 | Marco Terzi     | Lista civica - Semplicemente Spinone il mio paese | Sindaco |      |
| 27 maggio 2014 | in carica      | Simone Scaburri | Lista civica - Semplicemente Spinone il mio paese | Sindaco |      |